# Yirol
Yirol – miasto w Sudanie Południowym, stolica stanu Wschodnie Lakes. Liczy 8942 mieszkańców (2010). Ośrodek przemysłowy. W mieście znajduje się port lotniczy Yirol.